# Coupe d'Europe féminine des clubs champions de hockey sur glace 2009-2010
Navigation
Édition 2008-2009 Édition 2010-2011
La saison 2009-2010 est la 6e édition de la Coupe d'Europe féminine des clubs champions de hockey sur glace.
Le Tornado de l'Oblast de Moscou remporte le titre en finissant premier de la Super Finale.

## Format de la saison
20 équipes venant de 20 pays prennent part à la Coupe d'Europe des clubs champions.
La compétition se divise en trois phases de groupes. L'entrée en lice des équipes se fait selon le niveau de chacune. 
Chaque groupe est composé de quatre équipes et est organisé par l'une d'entre elles. Il se déroule sous une formule de mini-championnat à rencontre simple. Au premier tour, seul le vainqueur de chaque groupe se qualifie pour le tour suivant. Au deuxième tour, les deux premiers de chaque groupe se qualifient pour le groupe final.
Une victoire dans le temps règlementaire vaut 3 points, une victoire après une prolongation (mort subite) ou une séance de tirs au but 2 points, une défaite après une prolongation ou une séance de tirs au but 1 point, une défaite dans le temps règlementaire 0 point.
Si deux équipes ou plus sont à égalité de points, seules les rencontres opposant les équipes concernées sont pris en compte pour les départager.

## Premier tour

### Groupe A
Le groupe A s'est déroulé du 30 octobre au 1er novembre 2009 à Salzbourg (Autriche).
| # | Équipe                  | PJ | V | VP | DP | D | Pts | BP | BC | +/- |
| - | ----------------------- | -- | - | -- | -- | - | --- | -- | -- | --- |
| 1 | OSC Berlin              | 3  | 2 | 1  | 0  | 0 | 8   | 37 | 5  | +32 |
| 2 | EC The Ravens Salzbourg | 3  | 2 | 0  | 1  | 0 | 7   | 34 | 5  | +29 |
| 3 | Herlev Hornets          | 3  | 1 | 0  | 0  | 2 | 3   | 23 | 13 | +10 |
| 4 | HK Slavia Sofia         | 3  | 0 | 0  | 0  | 3 | 0   | 0  | 71 | -71 |

| 30 octobre 2009 16:00   | HK Slavia Sofia         | 0-18 (0-4; 0-11; 0-3)             | Herlev Hornets          | Eisarena, Salzburg |
| 30 octobre 2009 20:00   | OSC Berlin              | 3-2 tab (0-1; 1-0; 1-1; 0-0; 1-0) | EC The Ravens Salzbourg | Eisarena, Salzburg |
| 31 octobre 2009 16:00   | Herlev Hornets          | 3-6 (2-2; 0-2; 1-2)               | OSC Berlin              | Eisarena, Salzburg |
| 31 octobre 2009 20:00   | EC The Ravens Salzbourg | 25-0 (5-0; 12-0; 8-0)             | HK Slavia Sofia         | Eisarena, Salzburg |
| 1er novembre 2009 12:00 | OSC Berlin              | 28-0 (8-0; 9-0; 11-0)             | HK Slavia Sofia         | Eisarena, Salzburg |
| 1er novembre 2009 16:00 | EC The Ravens Salzbourg | 7-2 (4-0; 1-1; 2-1)               | Herlev Hornets          | Eisarena, Salzburg |

### Groupe B
Le groupe B s'est déroulé du 30 octobre au 1er novembre 2009 à Ventspils (Lettonie).
| # | Équipe               | PJ | V | VP | DP | D | Pts | BP | BC | +/- |
| - | -------------------- | -- | - | -- | -- | - | --- | -- | -- | --- |
| 1 | SHK Laima            | 3  | 3 | 0  | 0  | 0 | 9   | 12 | 2  | +10 |
| 2 | Sparta Sarpsborg     | 3  | 2 | 0  | 0  | 1 | 6   | 14 | 5  | +9  |
| 3 | Shadows de Sheffield | 3  | 1 | 0  | 0  | 2 | 3   | 7  | 9  | -2  |
| 4 | Valladolid Panteras  | 3  | 0 | 0  | 0  | 3 | 0   | 4  | 21 | -17 |

| 30 octobre 2009 15:30   | Shadows de Sheffield | 0-3 (0-1; 0-0; 0-2) | Sparta Sarpsborg     | Ledus Halle, Ventspils |
| 30 octobre 2009 19:00   | SHK Laima            | 5-0 (2-0; 2-0; 1-0) | Valladolid Panteras  | Ledus Halle, Ventspils |
| 31 octobre 2009 14:30   | Sparta Sarpsborg     | 9-2 (1-0; 3-1; 5-1) | Valladolid Panteras  | Ledus Halle, Ventspils |
| 31 octobre 2009 18:00   | SHK Laima            | 4-0 (3-0; 0-0; 1-0) | Shadows de Sheffield | Ledus Halle, Ventspils |
| 1er novembre 2009 13:00 | Sparta Sarpsborg     | 2-3 (0-3; 0-0; 2-0) | SHK Laima            | Ledus Halle, Ventspils |
| 1er novembre 2009 16:30 | Valladolid Panteras  | 2-7 (0-5; 1-1; 1-1) | Shadows de Sheffield | Ledus Halle, Ventspils |

### Groupe C
Le groupe C s'est déroulé du 30 octobre au 1er novembre 2009 à Kralupy nad Vltavou (République tchèque).
| # | Équipe            | PJ | V | VP | DP | D | Pts | BP | BC | +/- |
| - | ----------------- | -- | - | -- | -- | - | --- | -- | -- | --- |
| 1 | HC Slavia Prague  | 3  | 3 | 0  | 0  | 0 | 9   | 31 | 1  | +30 |
| 2 | HK Terme Maribor  | 3  | 2 | 0  | 0  | 1 | 6   | 13 | 9  | +4  |
| 3 | MHC Martin        | 3  | 1 | 0  | 0  | 2 | 3   | 11 | 14 | -3  |
| 4 | Milenyum Paten SK | 3  | 0 | 0  | 0  | 3 | 0   | 5  | 36 | -31 |

| 30 octobre 2009 14:00   | MHC Martin        | 0-3 (0-0; 0-1; 0-2)   | HK Terme Maribor  | Zimní stadión, Kralupy nad Vltavou |
| 30 octobre 2009 17:00   | Milenyum Paten SK | 0-16 (0-3; 0-3; 0-10) | HC Slavia Prague  | Zimní stadión, Kralupy nad Vltavou |
| 31 octobre 2009 14:00   | HK Terme Maribor  | 9-2 (3-1; 1-1; 5-0)   | Milenyum Paten SK | Zimní stadión, Kralupy nad Vltavou |
| 31 octobre 2009 17:00   | MHC Martin        | 0-8 (0-1; 0-5; 0-2)   | HC Slavia Prague  | Zimní stadión, Kralupy nad Vltavou |
| 1er novembre 2009 14:00 | HC Slavia Prague  | 7-1 (2-0; 3-0; 2-1)   | HK Terme Maribor  | Zimní stadión, Kralupy nad Vltavou |
| 1er novembre 2009 17:00 | Milenyum Paten SK | 3-11 (1-3; 2-5; 0-3)  | MHC Martin        | Zimní stadión, Kralupy nad Vltavou |

### Groupe D
Le groupe D s'est déroulé du 30 octobre au 1er novembre 2009 à Alleghe (Italie).
| # | Équipe            | PJ | V | VP | DP | D | Pts | BP | BC | +/- |
| - | ----------------- | -- | - | -- | -- | - | --- | -- | -- | --- |
| 1 | Agordo Hockey     | 3  | 3 | 0  | 0  | 0 | 9   | 23 | 2  | +21 |
| 2 | HC Cergy-Pontoise | 3  | 2 | 0  | 0  | 1 | 6   | 18 | 7  | +11 |
| 3 | UTE-Marilyn       | 3  | 0 | 1  | 0  | 2 | 2   | 3  | 17 | -14 |
| 4 | SC Miercurea-Ciuc | 3  | 0 | 0  | 1  | 2 | 1   | 2  | 20 | -18 |

| 30 octobre 2009 16:00   | HC Cergy-Pontoise | 10-0 (4-0; 4-0; 2-0)              | SC Miercurea-Ciuc | Stadio Alvise De Toni, Alleghe |
| 30 octobre 20:30        | Agordo Hockey     | 9-0 (3-0; 2-0; 4-0)               | UTE-Marilyn       | Stadio Alvise De Toni, Alleghe |
| 31 octobre 2009 16:00   | UTE-Marilyn       | 1-7 (0-4; 1-2; 0-1)               | HC Cergy-Pontoise | Stadio Alvise De Toni, Alleghe |
| 31 octobre 2009 20:30   | SC Miercurea-Ciuc | 1-8 (0-5; 0-2; 1-1)               | Agordo Hockey     | Stadio Alvise De Toni, Alleghe |
| 1er novembre 2009 14:30 | UTE-Marilyn       | 2-1 tab (1-0; 0-1; 0-0; 0-0; 1-0) | SC Miercurea-Ciuc | Stadio Alvise De Toni, Alleghe |
| 1er novembre 2009 17:00 | Agordo Hockey     | 6-1 (1-1; 1-0; 4-0)               | HC Cergy-Pontoise | Stadio Alvise De Toni, Alleghe |

## Deuxième tour

### Groupe E
Le groupe E s'est déroulé du 4 au 6 décembre 2009 à Berlin (Allemagne).
| # | Équipe        | PJ | V | VP | DP | D | Pts | BP | BC | +/- |
| - | ------------- | -- | - | -- | -- | - | --- | -- | -- | --- |
| 1 | Espoo Blues   | 3  | 3 | 0  | 0  | 0 | 9   | 18 | 9  | +9  |
| 2 | OSC Berlin    | 3  | 2 | 0  | 0  | 1 | 6   | 14 | 6  | +8  |
| 3 | Aisulu Almaty | 3  | 1 | 0  | 0  | 2 | 3   | 10 | 7  | +3  |
| 4 | Agordo Hockey | 3  | 0 | 0  | 0  | 3 | 0   | 6  | 26 | -20 |

| 4 décembre 2009 15:00 | Aisulu Almaty | 7-1 (3-0; 2-1; 2-0)  | Agordo Hockey | Wellblechpalast, Berlin |
| 4 décembre 2009 18:30 | OSC Berlin    | 3-4 (0-0; 2-3; 1-1)  | Espoo Blues   | Wellblechpalast, Berlin |
| 5 décembre 2009 15:00 | Agordo Hockey | 2-9 (0-4; 1-4; 1-1)  | OSC Berlin    | Wellblechpalast, Berlin |
| 5 décembre 2009 18:30 | Aisulu Almaty | 3-4 (1-2; 2-1; 0-1)  | Espoo Blues   | Wellblechpalast, Berlin |
| 6 décembre 2009 12:00 | Espoo Blues   | 10-3 (2-1; 2-1; 6-1) | Agordo Hockey | Wellblechpalast, Berlin |
| 6 décembre 2009 15:30 | OSC Berlin    | 2-0 (1-0; 1-0; 0-0)  | Aisulu Almaty | Wellblechpalast, Berlin |

### Groupe F
Le groupe F s'est déroulé du 4 au 6 décembre 2009 à Slaný (République tchèque).
| # | Équipe                        | PJ | V | VP | DP | D | Pts | BP | BC | +/- |
| - | ----------------------------- | -- | - | -- | -- | - | --- | -- | -- | --- |
| 1 | Tornado de l'Oblast de Moscou | 3  | 2 | 1  | 0  | 0 | 8   | 16 | 6  | +10 |
| 2 | HC Slavia Prague              | 3  | 2 | 0  | 0  | 1 | 6   | 17 | 11 | +6  |
| 3 | HC Lugano                     | 3  | 1 | 0  | 1  | 1 | 4   | 16 | 11 | +5  |
| 4 | SHK Laima                     | 3  | 0 | 0  | 0  | 3 | 0   | 1  | 22 | -21 |

| 4 décembre 2009 14:00 | HC Lugano                  | 9-0 (7-0; 1-0; 1-0)           | SHK Laima                  | Víceúcelová sportovní hala, Slaný |
| 4 décembre 2009 17:30 | Tor. de l'Oblast de Moscou | 6-3 (2-0; 1-1; 3-2)           | HC Slavia Prague           | Víceúcelová sportovní hala, Slaný |
| 5 décembre 2009 14:00 | HC Slavia Prague           | 7-1 (1-0; 3-1; 3-0)           | SHK Laima                  | Víceúcelová sportovní hala, Slaný |
| 5 décembre 2009 17:30 | Tor. de l'Oblast de Moscou | 4-3 a.p. (0-0; 1-2; 2-1; 1-0) | HC Lugano                  | Víceúcelová sportovní hala, Slaný |
| 6 décembre 2009 14:00 | HC Lugano                  | 4-7 (1-3; 1-3; 2-1)           | HC Slavia Prague           | Víceúcelová sportovní hala, Slaný |
| 6 décembre 2009 17:30 | SHK Laima                  | 0-6 (0-1; 0-1; 0-4)           | Tor. de l'Oblast de Moscou | Víceúcelová sportovní hala, Slaný |

## Super Finale

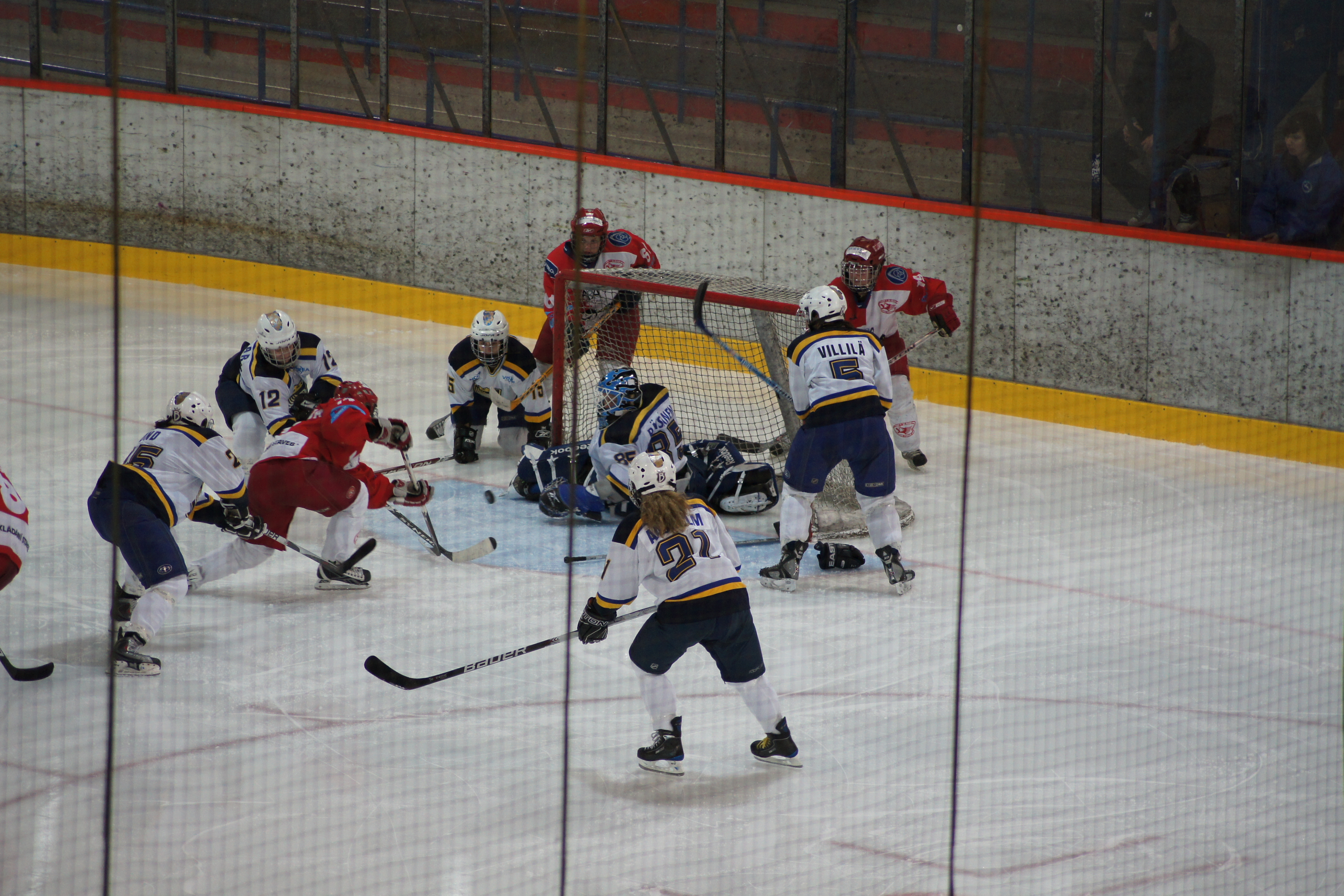
Rencontre de la Super Finale entre l'Espoo Blues et le HC Slavia Prague.

Elle s'est déroulée du 12 au 14 mars 2010 à Berlin (Allemagne).
| # | Équipe                        | PJ | V | VP | DP | D | Pts | BP | BC | +/- |
| - | ----------------------------- | -- | - | -- | -- | - | --- | -- | -- | --- |
| 1 | Tornado de l'Oblast de Moscou | 3  | 3 | 0  | 0  | 0 | 9   | 22 | 5  | +17 |
| 2 | Espoo Blues                   | 3  | 1 | 0  | 0  | 2 | 3   | 10 | 10 | 0   |
| 3 | OSC Berlin                    | 3  | 1 | 0  | 0  | 2 | 3   | 5  | 12 | -7  |
| 4 | HC Slavia Prague              | 3  | 1 | 0  | 0  | 2 | 3   | 8  | 18 | -10 |

| 12 mars 2010 16:00 | Tor. de l'Oblast de Moscou | 4-3 (0-0; 3-1; 1-2)  | Espoo Blues                | Wellblechpalast, Berlin Affluence : 200 |
| 12 mars 2010 19:30 | OSC Berlin                 | 2-3 (1-2; 0-1; 1-0)  | HC Slavia Prague           | Wellblechpalast, Berlin Affluence : 280 |
| 13 mars 2010 15:00 | Espoo Blues                | 1-3 (0-0; 1-1; 0-2)  | OSC Berlin                 | Wellblechpalast, Berlin Affluence : 400 |
| 13 mars 2010 18:30 | HC Slavia Prague           | 2-10 (1-2; 0-6; 1-2) | Tor. de l'Oblast de Moscou | Wellblechpalast, Berlin Affluence : 350 |
| 14 mars 2010 12:00 | Espoo Blues                | 6-3 (1-0; 2-2; 3-1)  | HC Slavia Prague           | Wellblechpalast, Berlin Affluence : 160 |
| 12 mars 2010 15:30 | OSC Berlin                 | 0-8 (0-3; 0-3; 0-2)  | Tor. de l'Oblast de Moscou | Wellblechpalast, Berlin Affluence : 470 |

### Meilleures joueuses
| Récompense           | Joueuse         | Équipe                        |
| -------------------- | --------------- | ----------------------------- |
| Meilleure gardienne  | Ivonne Schröder | OSC Berlin                    |
| Meilleure défenseure | Emma Laaksonen  | Espoo Blues                   |
| Meilleure attaquante | Ia Gavrilova    | Tornado de l'Oblast de Moscou |

### Effectif vainqueur
| Vainqueur de la Coupe d'Europe féminine des clubs champions Tornado de l'Oblast de Moscou | Gardiennes de but : Irina Gachennikova, Anna Prougova Défenseures : Correne Bredin, Inna Dioubanok, Olga Permiakova, Kristina Petrovskaïa, Zoïa Polounina, Natalia Poussikova, Maria Skvortsova Attaquantes : Tatiana Bourina, Ia Gavrilova, Jana Kapustová, Iveta Koka, Svetlana Kolmykova, Petra Pravlíková, Marina Serguina, Galina Skiba, Iekaterina Smolentseva, Iekaterina Smolina Entraîneur : Alekseï Tchistiakov |

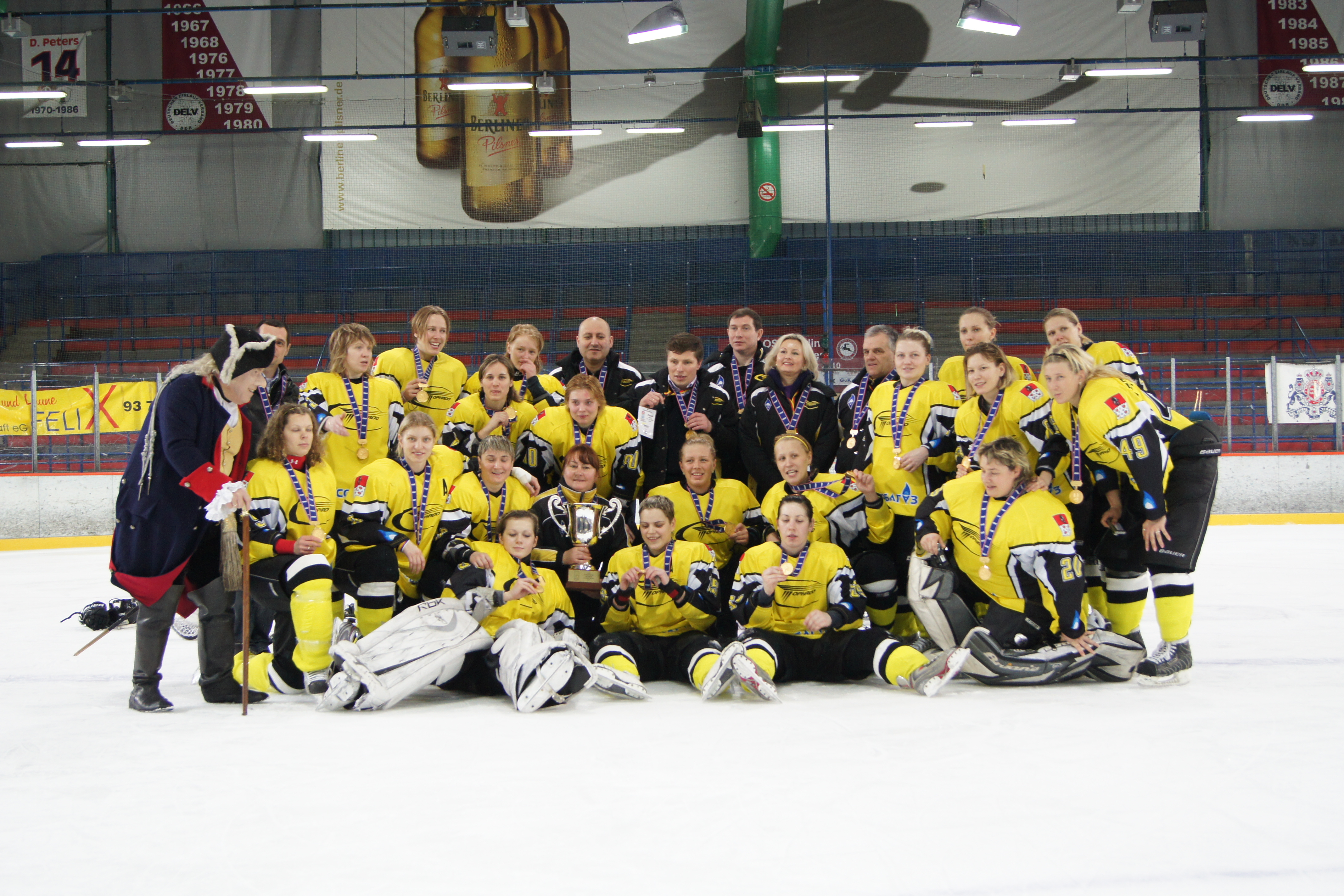
Tornado de l'Oblast de Moscou, Champion d'Europe 2010.